# Копальні Ouyen
Копальні Ouyen — колишні гірничодобувні майданчики на півдні Австралії, що діяли в районі на південний схід від міста Ouyen.
У серпні 2009-го компанія Iluka Resources Ltd почала видобуток з родовища Кулвін (Kulwin), піски якого містили 11,5 % важких мінералів, з яких 17 % припадали на рутил, 10 % на циркон та 31 % на ільменіт. Особливістю проєкту було те, що ільменіт не розглядався як товарний продукт, хоча вже по завершенні розробки повідомили про початок відправки накопиченого на майданчику ільменітового концентрату на завод сепарації у Кепелі.
Вилучені із приповерхневого шару піски з підвищеним вмістом важких мінералів надходили на належну до копальні збагачувальну фабрику. Отриманий рутил-цирконовий концентрат вивозили автопоїздами до розташованого за кілька десятків кілометрів Хоуптауну, де перевантажували на залізницю для відправки на завод сепарації у Гамільтоні.
Видобувні роботи на Кулвіні припинились у лютому 2012-го, після чого обладнання збагачувальної фабрики перемістили до розташованої за 25 кілометрів копальні, яка мала розробляти розташовані поруч родовища Вурнарк (Woornack), Роунак (Rownack) та Пірро (Pirro), що разом були відомі як WRP. За проєктом на WRP мали вилучати 500 тонн руди на годину (номінальна річна потужність копальні 3,5 млн тонн руди та 8,8 млн м3 розкривних порід), при цьому збагачувальна фабрика могла приймати лише 250 тонн на добу.
Розробка WRP завершилась в березні 2015 року, проте виробітка рутил-цирконового концентрату з відправкою до Гамільтону тривала до 2017-го. Далі WRP відправляла накопичені запаси до порту Портленд автотранспортом у режим, який керувався наявним попитом.
У звіті Iluka Resources за 2024 рік повідомлено про початок робіт із реабілітації місця, на якому раніше зберігали ільменітовий концентрат.